# Réserve nationale de City of Rocks
La réserve nationale de City of Rocks (anglais : City of Rocks National Reserve), également connue sous le nom de Silent City of Rocks, est une réserve nationale des États-Unis et un parc d'état situé dans le comté de Cassia au centre-sud de l'Idaho à la frontière de l'Utah.
City of Rocks est réputé pour ses formations rocheuses et ses sites d'escalades.

## Géographie
La réserve nationale de City of Rocks est située dans le comté de Cassia au centre-sud de l'Idaho à la frontière de l'Utah.
Les 58,30 km2 de la réserve se trouve sur la chaine des Albion Mountains .

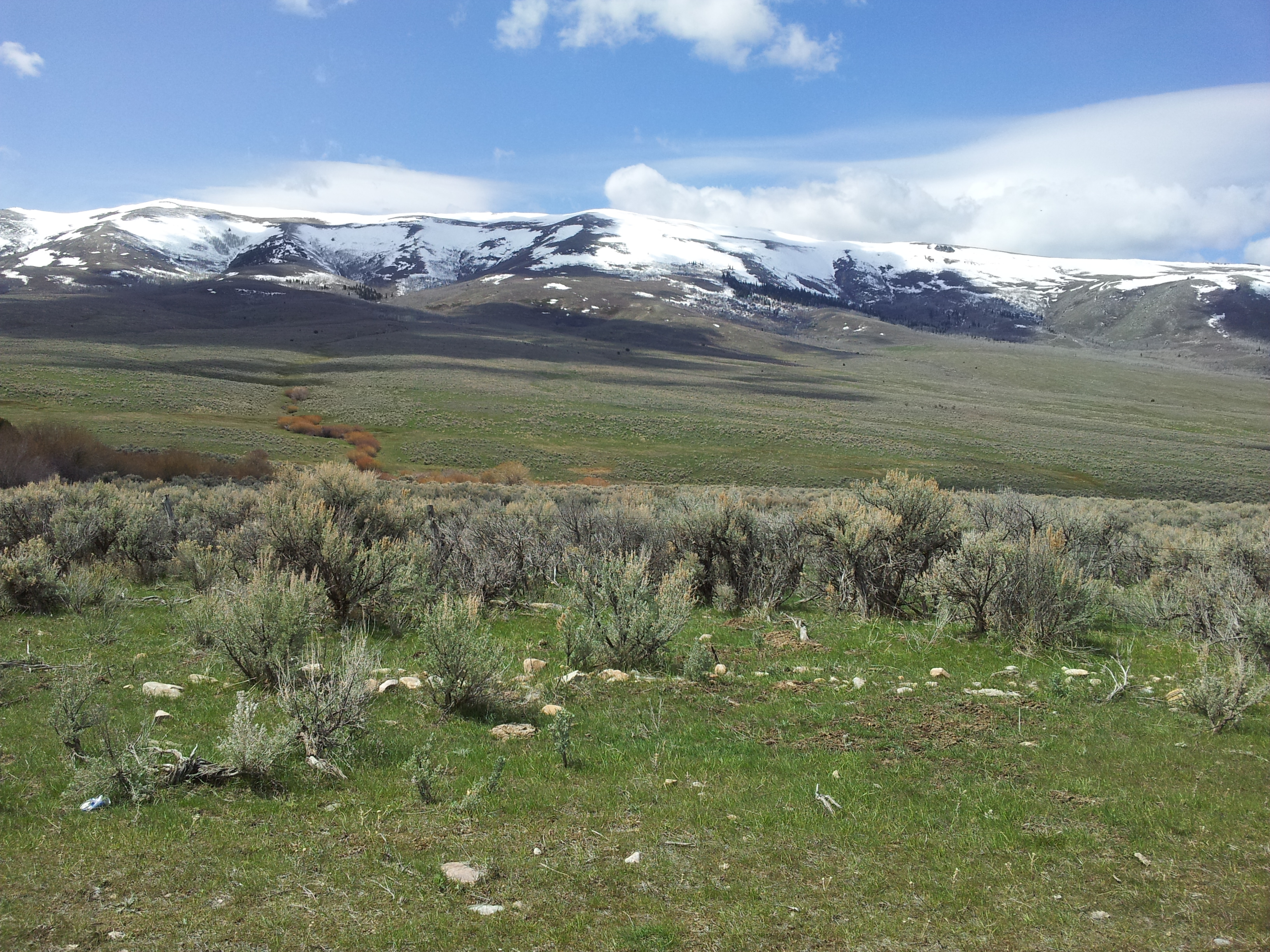
Albion Mountains vue depuis la Birch Creek Road, avril 2013
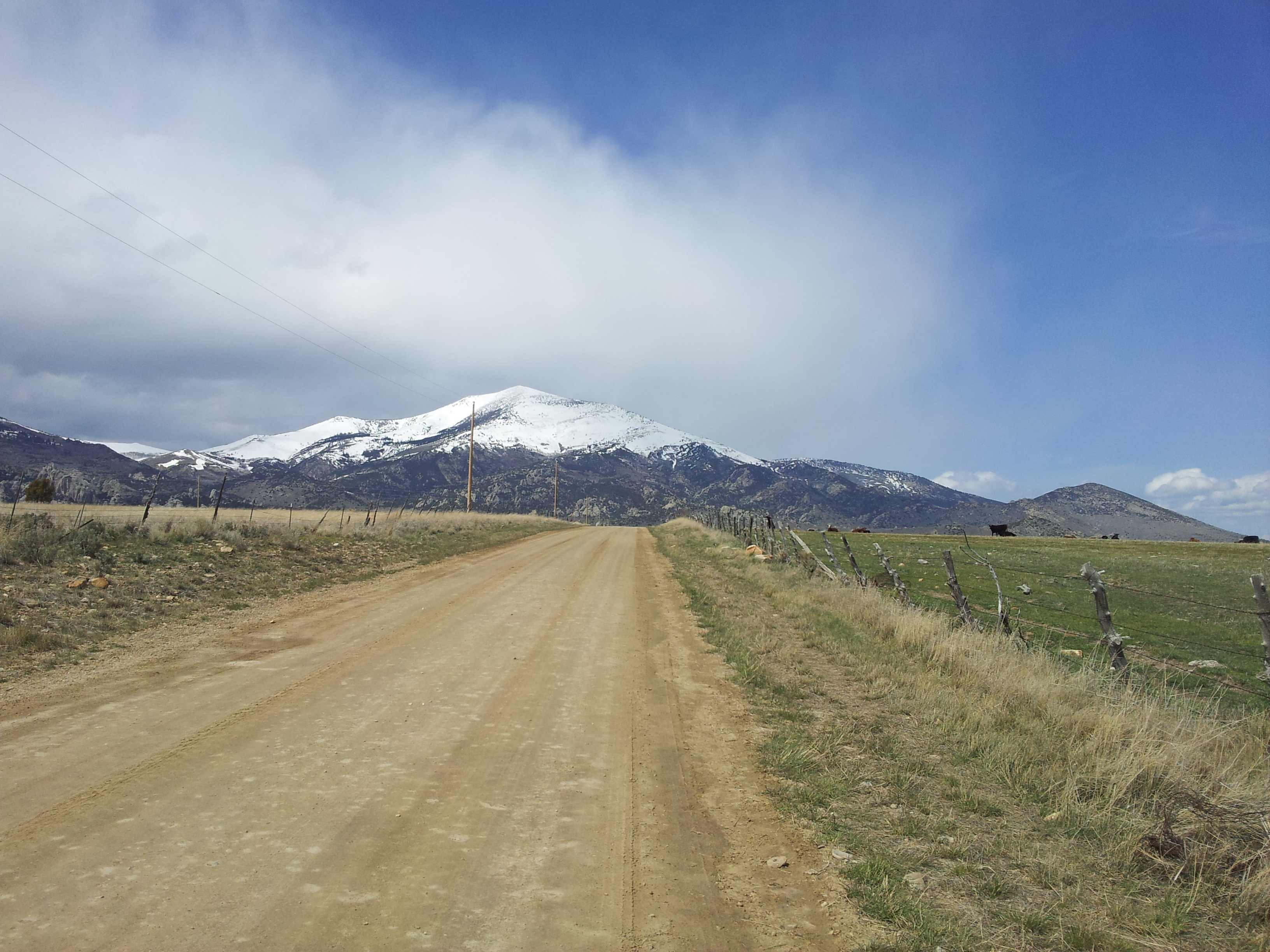
Albion Mountains vue depuis la Big Cove Ranch Road, avril 2013

## Histoire
Les premiers occupants de City of Rocks étaient les amérindiens Shoshone et Bannock.
En 1826, le trappeur canadien Peter Skene Ogden est le premier européen à mentionner City of Rocks.
À partir de 1843 City of Rock devient un point de passage de la piste de la Californie (California Trail) et de la piste de l'Oregon (Oregon Trail). 
En 1852, 52 000 colons traversent City of Rocks en direction de la Californie et de l'Oregon.
La piste perd de son importance à partir de 1869 date à laquelle le premier chemin de fer transcontinental est ouvert en direction de la Californie.
Environ 250 000 colons, fermiers et chercheurs d'or ont traversé City of Rocks.

## Faune et flore
Situé dans les écorégions des steppes arbustives du bassin du Nord et de Range / Snake-Columbia et dans le bassin supérieur de la rivière Snake, l'habitat de la réserve abrite une grande variété de mammifères, d'oiseaux, de reptiles et d'invertébrés.
- Amphibiens - crapaud boréal, grenouille léopard.
- Oiseaux - La réserve offre une excellente reproduction et de nombreuses proies pour les rapaces : aigle royal, faucon des prairies, buse à queue rousse, busard, épervier brun, épervier de Cooper, crécerelle d'Amérique, urubu à tête rouge et grand-duc d'Amérique. La buse de Swainson et le faucon ferrugineux sont moins abondants dans la réserve. D'autres espèces d'oiseaux communs comprennent le pigeon biset, la tourterelle, le troglodyte des rochers et le bouscarle de Virginie.
- Mammifères - Puma, cerf mulet, coyote, lynx roux, blaireau, marmotte à ventre jaune, tamia des falaises, lapin à queue noire,  lièvre d'Amérique, musaraigne de Merriam, plusieurs espèces de campagnols et une variété de cSitué dans les écorégions des steppes arbustives hauves-souris. Le pronghorn et le bison étaient probablement communs il y a un siècle.
- Reptiles - Les plus remarquables lézards sont les Phrynosomes. Les serpents comprennent le serpent à sonnettes occidental, le serpent gaufre du Grand Bassin, le serpent fouet rayé et le serpent jarretière. Le crotale de l'Ouest est le seul serpent fortement venimeux trouvé dans la réserve.

## Sites intéressants

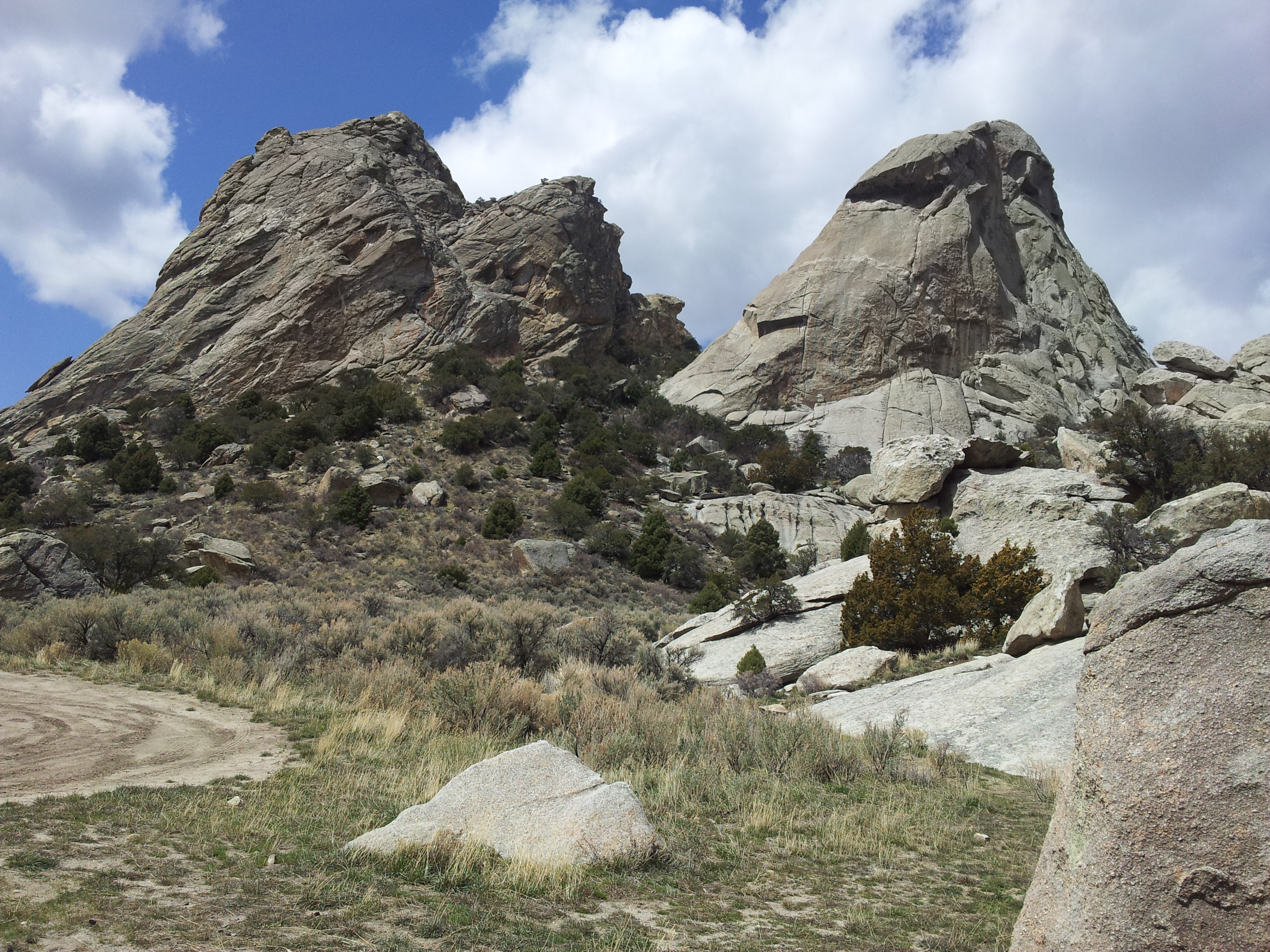
Twin Sisters, avril 2013
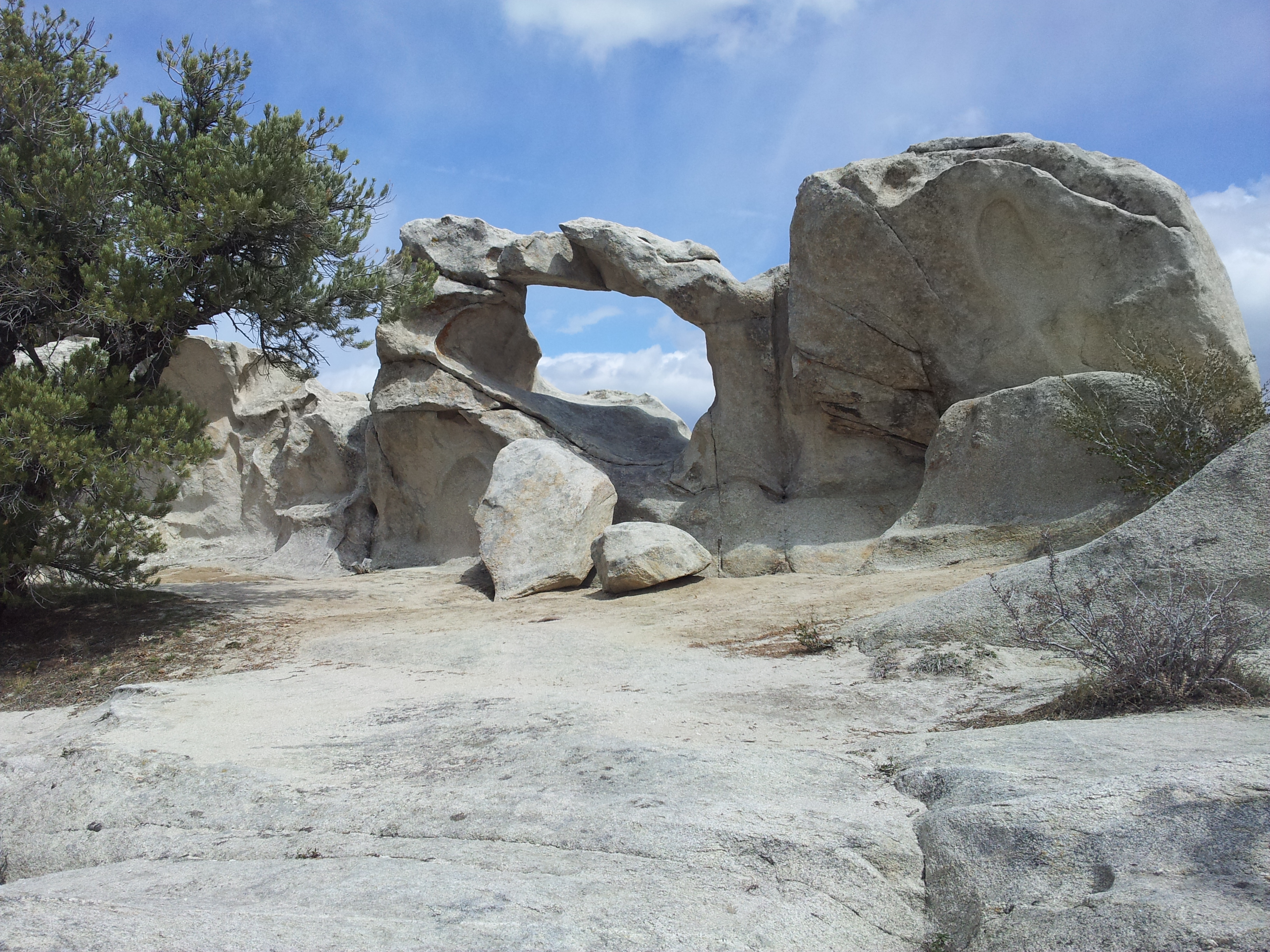
Window Arch, avril 2013
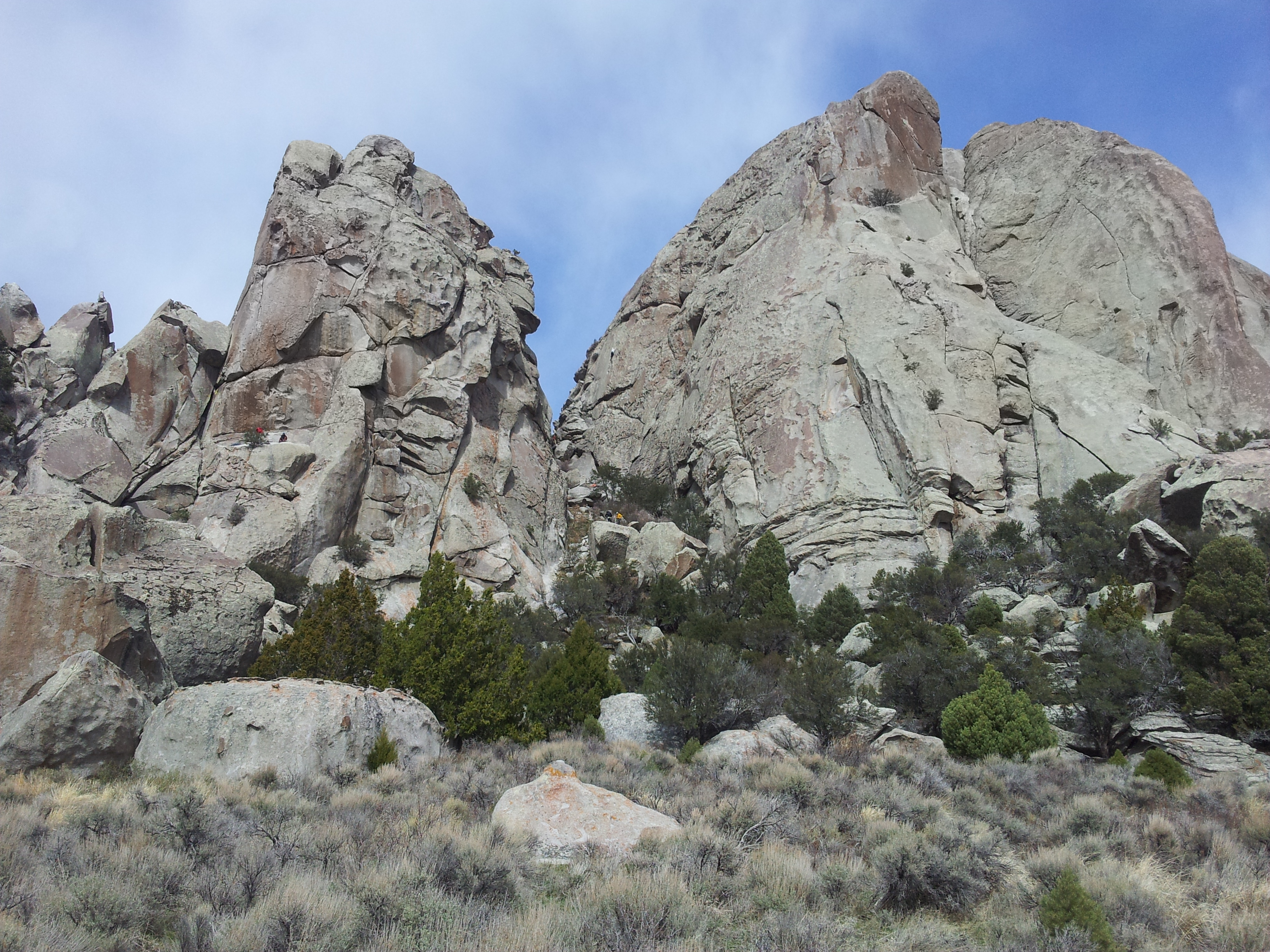
Castle Rock, avril 2013